# Чиаки Мукаи
Чиаки Мукаи (на японски: 向井千秋, по майка 'Найто') е японски астронавт, специалист по полезни товари на JAXA, 3-ти японски гражданин и 25-а жена в космоса, лекар.

## Биография
Родена е на 6 май 1952 г. в Татебаяши, префектура Гунма, Япония. През 1971 г. завършва гимназия. През 1977 г. получава докторска степен по медицина в училището по медицина в Университета Кейо и през 1988 г. докторска степен по физиология в същия университет. През 1989 е сертифицирана от Асоциацията на лекарите в областта на хирургията и органите на кръвообращението. От 1979 д-р Мукай е публикувала над 60 статии.

## Професионален опит
През 1977 – 1978 д-р Мукай е работила като резидент в катедрата по обща хирургия на болницата на Университета „Кейо“ в Токио. През 1978 г. – обща хирургия в болницата на префектура Шидзуока, през 1979 г. е спешен хирург в болница Saiseikai Kanagava в префектура Канагава. През 1980 г. започва в сърдечно-съдова хирургия в болницата на Университета „Кейо“. През 1982 г. работи в същия клон на болница Saiseikai в Уцуномия в префектура Точиги. През 1983 г. се завръща в болница „Кейо“ като доцент в катедра „Сърдечно-съдова хирургия“.
През 1987 – 1988 работи в Катедрата по физиология в Научноизследователския институт по биомедицина в Космическия център „Л. Джонсън“ на НАСА. От 1992 г. д-р Мукаи е в Катедрата по хирургия на Медицинския колеж „Бейкър“ в Хюстън. През 1992 – 1998 е гост-професор в Университета „Кейо“, а през 1999 г. получава титлата професор в същия университет.

## Кариера на астронавт
През 1985 г. д-р Мукаи е избрана за един от тримата японски кандидати за специалист на полезни товари (лабораторията Spacelab-J), част от мисия STS-47, мисия Neurolab (STS-90).
Д-р Мукаи прекарва в космоса повече от 566 часа, като участва в две мисии на совалката: STS-65 през 1994 и STS-95 през 1998. Тя е първата японка в космоса и първият японски астронавт, който прави втори полет в космоса. Назначена е за резервен космонавт на мисия STS-107. По време на самия полет координира научните операции по време на мисията.

## Списък на полетите
| Космически полети с участието на Чиаки Мукаи                     | Космически полети с участието на Чиаки Мукаи | Космически полети с участието на Чиаки Мукаи | Космически полети с участието на Чиаки Мукаи | Космически полети с участието на Чиаки Мукаи | Космически полети с участието на Чиаки Мукаи | Космически полети с участието на Чиаки Мукаи |
| Номер                                                            | Старт                                        | Космически кораб                             | Кацане                                       | Космически кораб                             | Функция                                      | Продължителност                              |
| ---------------------------------------------------------------- | -------------------------------------------- | -------------------------------------------- | -------------------------------------------- | -------------------------------------------- | -------------------------------------------- | -------------------------------------------- |
| 1                                                                | 8 юли 1994                                   | „Колумбия“, мисия STS-65                     | 23 юли 1994                                  | „Колумбия“, мисия STS-65                     | Специалист по полезни товари (PSP)           | 14 денонощия 17 часа 55 минути               |
| 2                                                                | 29 октомври 1998                             | „Дискавъри“, мисия STS-95                    | 7 ноември 1998                               | „Дискавъри“, мисия STS-95                    | Специалист по полезни товари (PSP)           | 8 денонощия 21 часа 44 минути                |
| Общо време, прекарано в космоса – 23 денонощия 15 часа 39 минути |                                              |                                              |                                              |                                              |                                              |                                              |